# Alstom Coradia A TER
Die Fahrzeuge der Bauart Alstom Coradia A TER, auch unter dem Spitznamen „Wal(fisch)“ bekannt, sind einteilige Dieseltriebwagen. Ihre Entwicklung begann als Gemeinschaftsprojekt der Deutschen Bahn und der französischen SNCF mit den Schienenfahrzeugherstellern De Dietrich Ferroviaire und Linke-Hofmann-Busch. Sie wurden arbeitsteilig von diesen – später als Alstom Transport Deutschland und Alstom DDF zum Alstom-Konzern gehörenden – Unternehmen hergestellt.
TER ist eine Marke der SNCF, die für Transport express régional (französisch für „Regionaler Expressverkehr“) steht.

## Konstruktive Merkmale
Die Fahrzeuge sind mit Scharfenbergkupplungen ausgerüstet. Bis zu drei Triebwagen sind in Mehrfachsteuerung fahrbar. Die sechszylindrigen Motoren mit Reiheneinspritzpumpe und Direkteinspritzung stammen von MAN, das Strömungsgetriebe von Voith. Außer der hydrodynamischen Retarderbremse verfügen die Triebwagen über Scheibenbremsen. Die Anordnung der beiden Antriebsanlagen vor den Drehgestellen, die bombierte Form des aus Aluminium-Strangpressprofilen gefertigten Wagenkastens und die großen einteiligen Schwenktüren geben dem Fahrzeug sein charakteristisches Aussehen, welches ihm in Deutschland den Spitznamen Wal und in Frankreich den Spitznamen Baleine bleue (Blauwal) eingebracht hat. Der Name Walfisch wurde auch von DB Regio benutzt. Der Niederflurbereich zwischen den Drehgestellen hat eine Bodenhöhe von 550 mm.
Der Wagenkasten wurde an den Kopfenden mit Absorbern ausgestattet, die die Aufprallenergie bei einem möglichen Zusammenstoß auffangen sollen. Auf die Kopfenden sind die Führerstände aus Glasfaserkunststoff aufgesetzt und verklebt.

## Einsatz

### Baureihe 641 der DB Regio
Es wurden 40 Stück dieser Baureihe an die DB Regio geliefert, von denen vier Fahrzeuge nach Unfällen ausgemustert worden sind. Einige Triebwagen sind derzeit mangels Bedarf aufgrund von Abbestellungen oder Neuvergaben von Verkehren abgestellt.
Sie werden in Baden-Württemberg am Hochrhein – zwischen Basel Badischer Bahnhof und Erzingen (Baden) – und in Thüringen von Erfurt aus eingesetzt, unter anderem auf der Schwarzatalbahn, zwischen Gotha und Bad Langensalza sowie zwischen Erfurt und Leinefelde. Zum Fahrplanwechsel am 9. Juni 2013 wurden sechs Triebwagen von Erfurt nach Hof umbeheimatet. Benötigt werden die Züge zwischen Lichtenfels und Bayreuth bzw. Hof. Seit dem Sommerfahrplanwechsel im Juni 2016 bedient die DB Regio Südost mit fünf modernisierten 641 (027, 032, 034, 035 und 036) die Strecke zwischen Leipzig Hbf und Geithain über Bad Lausick.
Seit Dezember 2019 werden sechs Triebwagen im Netz Elster-Geiseltal auf der Strecke Merseburg–Querfurt, bis Dezember 2024 auch auf der Strecke Weißenfels–Zeitz, eingesetzt. Die Linie zwischen Querfurt und Merseburg wurde im Dezember 2024 nach Halle (Saale) Hbf verlängert und ist seitdem Teil der S-Bahn Mitteldeutschland.
Bis Dezember 2011 verkehrten sie auch auf der Bahnstrecke Gotha–Gräfenroda, bis Juni 2012 auf der Bahnstrecke Weimar–Kranichfeld sowie zwischen Saalfeld und Blankenstein und bis Dezember 2017 auf den Strecken Sömmerda–Großheringen sowie Fröttstädt–Friedrichroda.

### SNCF X 73500
Weitere Fahrzeuge der Familie Alstom Coradia A TER wurden von De Dietrich an die französische SNCF geliefert. Diese für eine Höchstgeschwindigkeit von 140 km/h zugelassenen Fahrzeuge werden bei der SNCF als X 73500 geführt. 312 Triebwagen wurden zwischen 1999 und 2004 an die SNCF geliefert.

### SNCF X 73900

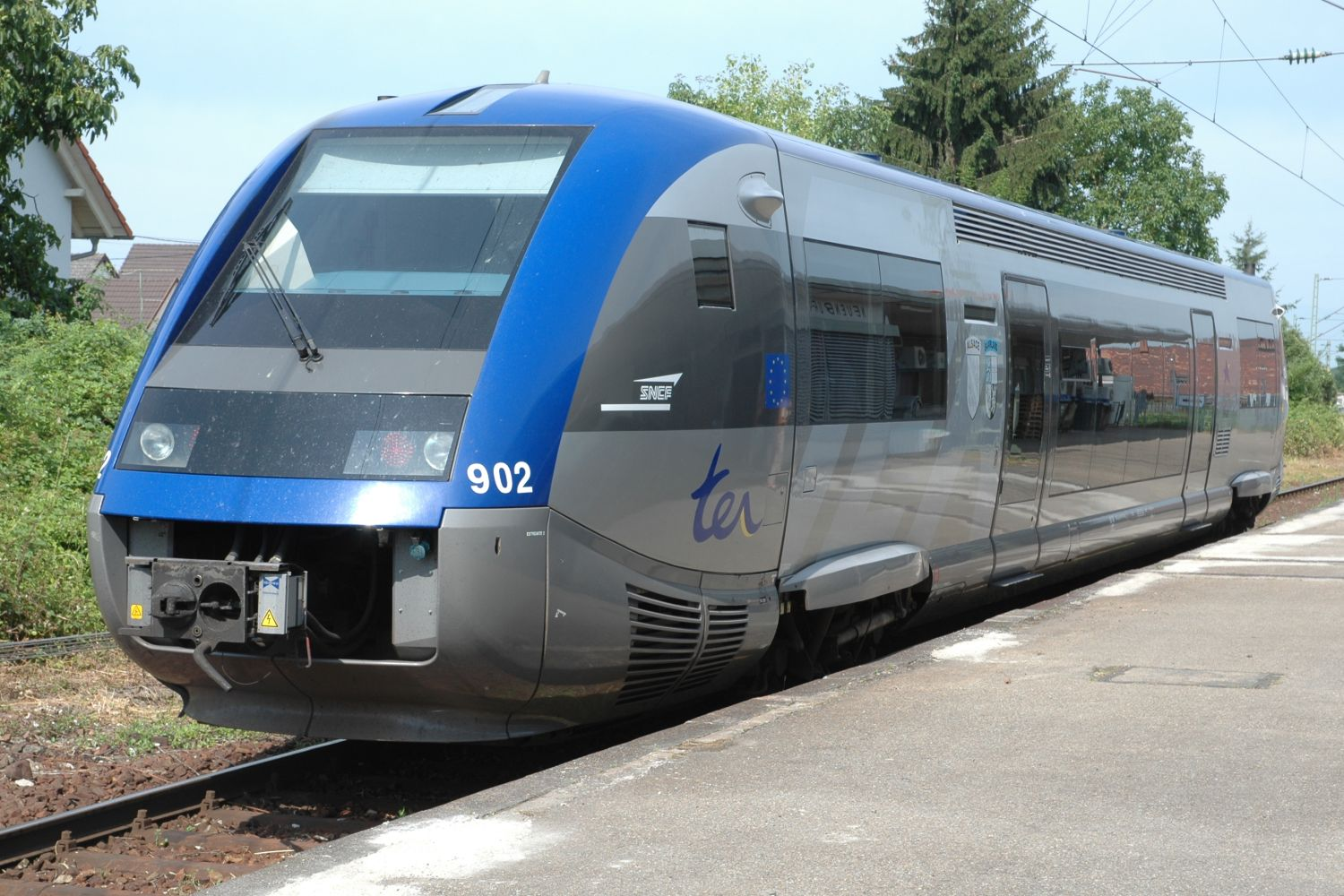
X 73902 TER der SNCF

Für den grenzüberschreitenden Verkehr zwischen Deutschland und Frankreich wurden 19 weitere Fahrzeuge als X 73900 beschafft, davon wurden zwei (X 73914 und 73915) vom Saarland bezahlt und verkehrsrot lackiert. Diese Baureihe ist auch mit der Baureihe 641 der DB Regio kuppelbar und verfügt über das deutsche Zugsicherungssystem PZB 90.

### CFL 2100
Die luxemburgischen CFL erhielten sechs Exemplare von De Dietrich, die als 2101–2106 bezeichnet wurden. 2006 wurden sie von der SNCF als X 73813–818 übernommen.

### Übersicht
| EVU      | Baureihe | Anzahl | Fahrzeugnummern | Bemerkung                           |
| -------- | -------- | ------ | --------------- | ----------------------------------- |
| DB Regio | 641      | 40     |                 |                                     |
| SNCF     | X73500   | 312    |                 |                                     |
| SNCF     | X73900   | 19     |                 | Mit PZB 90 und kuppelbar mit BR 641 |
| CFL      | 2100     | 6      | 2101–2106       | 2006 als X 73813–818 an SNCF        |